# A Specimen of the Botany of New Holland

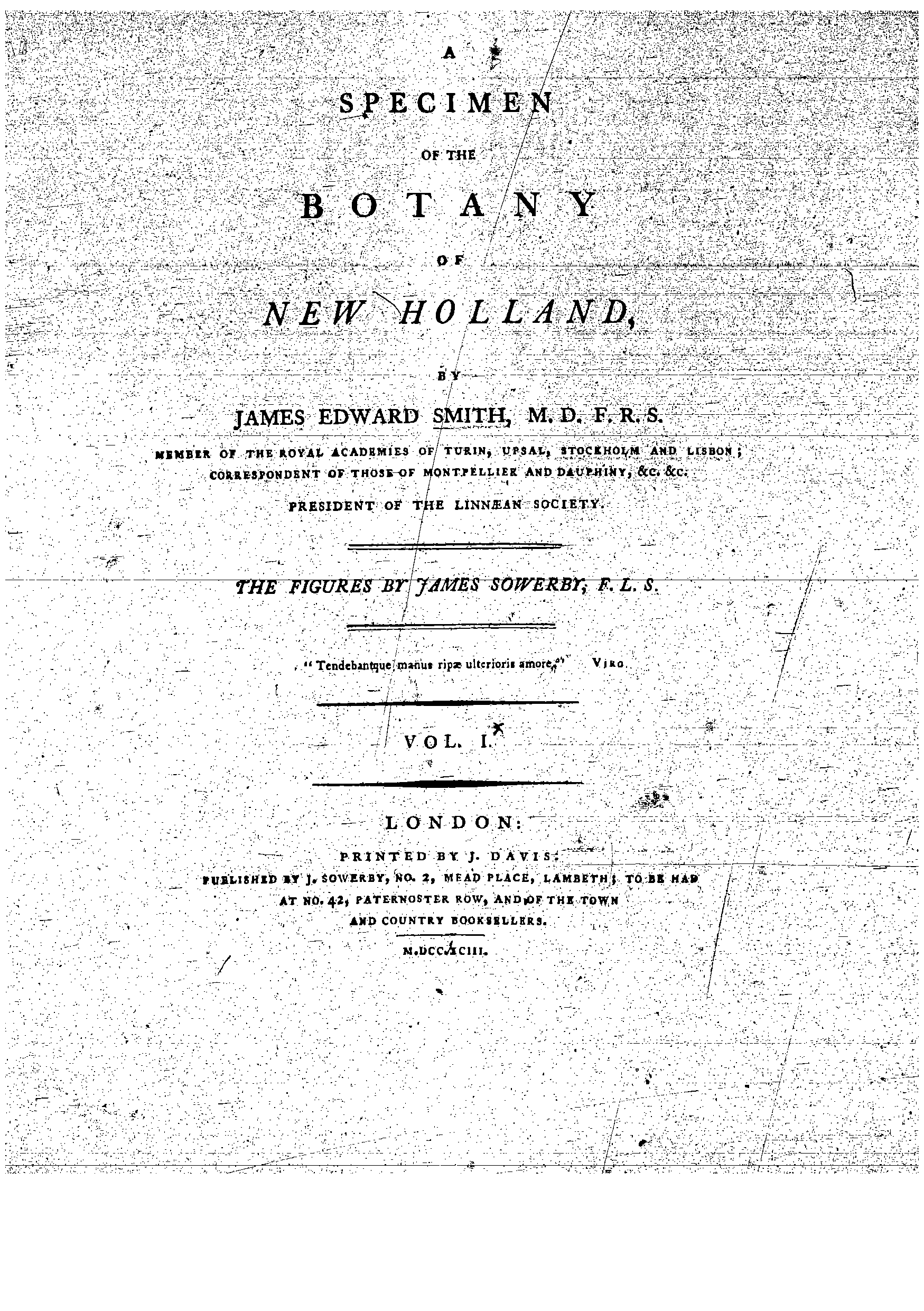
Frontispício

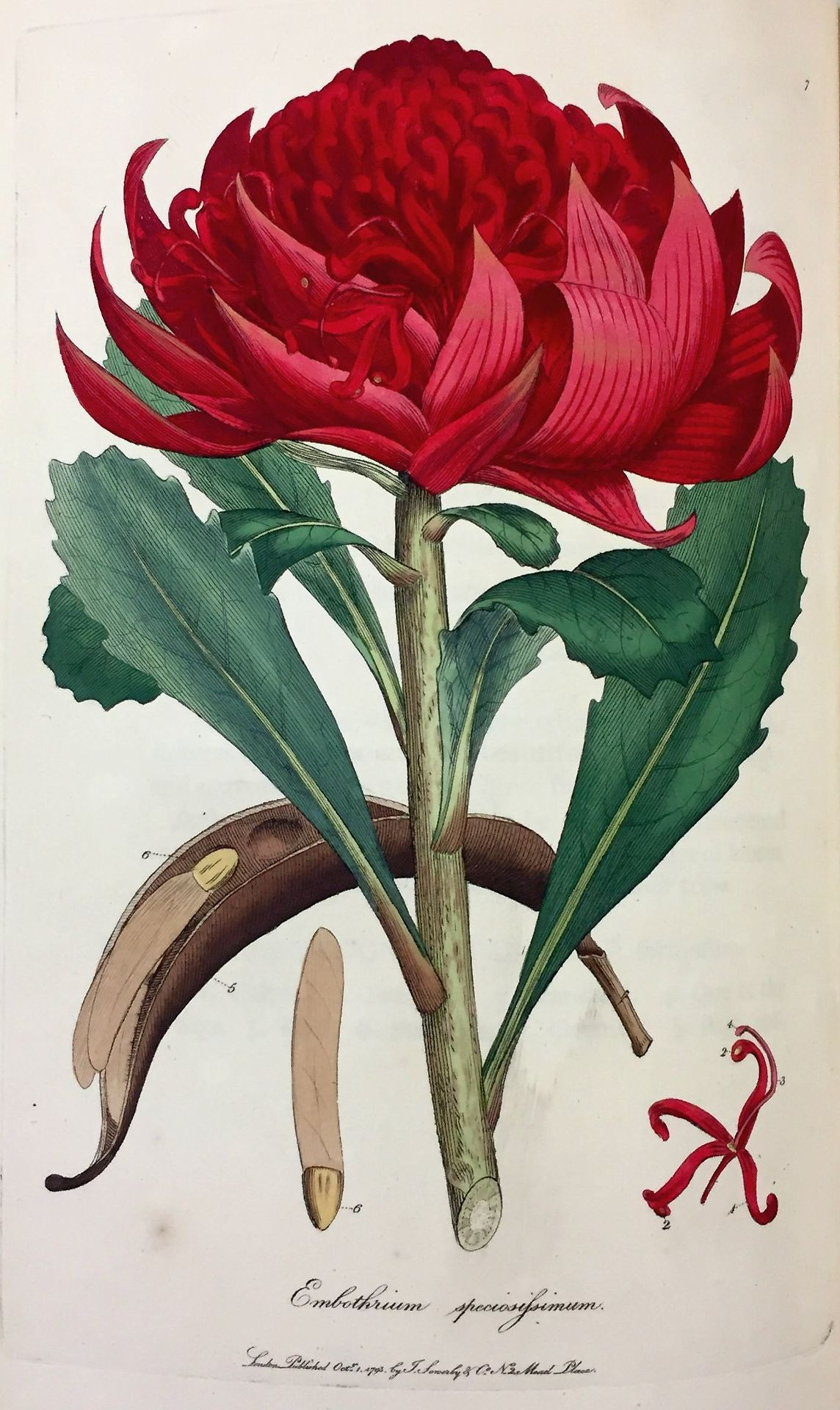
Gravura de Embothrium speciosissimum, agora Telopea speciosissima, por James Sowerby

A Specimen of the Botany of New Holland, também conhecida pela abreviatura Spec. Bot. New Holland, foi a primeira monografia publicada sobre a flora da Austrália. Escrita por James Edward Smith e ilustrada por James Sowerby, foi publicada por Soweby, em quatro partes, entre 1793 e 1795. consiste em 16 pranchas com pinturas a cor por Soweby, a maioria baseadas em esboços elaborados por John White, e cerca de 40 páginas de texto. Foi apresentado como primeiro volume de uma série, mas mais nenhum volume saiu posteriormente.
A obra começou como uma laboração entre Smith e George Shaw. Juntos produziram uma obra em duas partes intitulada Zoology and Botany of New Holland. Cada parte continha 2 placas zoológicas e 2 placas botânicas, acompanhadas por texto. Esta apareceram em 1793, apesar de as próprias publicações indicarem o ano de 1794. A colaboração terminou então, e Shaw começou a independentemente produzir a sua obra Zoology of New Holland. A contribuição de Smith para Zoology and Botany of New Holland tornaram as duas primeiras partes de A Specimen of the Botany of New Holland, mais duas partes da qual saíram em 1795.
As seguintes plantas australianas foram publicadas na obra:
- Billardiera scandens
- Tetratheca juncea
- Ceratopetalum gummiferum
- Banksia spinulosa
- Goodenia ramosissima, renomeado Scaevola ramosissima
- Platylobium formosum
- Platylobium parviflorum, renomeado Platylobium formosum subsp. parviflorum
- Embothrium speciosissimum, renomeado Telopea speciosissima
- Embothrium silaifolium, renomeado Lomatia silaifolia
- Embothrium sericeum, renomeado Grevillea sericea
  - E. s. var. minor, renomeado G. sericea
  - E. s. var. major, renomeado Grevillea speciosa
  - E. s. var. angustifolia, renomeado Grevillea linearifolia
- Embothrium buxifolium, renomeado Grevillea buxifolia
- Pimelea linifolia
- Pultenaea stipularis
- Eucalyptus robusta
- Eucalyptus tereticornis
- Eucalyptus capitellata
- Eucalyptus piperita
- Eucalyptus obliqua
- Eucalyptus corymbosa, renomeado Corymbia gummifera
- Styphelia tubiflora
- Styphelia ericoides, renomeado Leucopogon ericoides
- Styphelia strigosa, renomeado Lissanthe strigosa
- Styphelia scoparia, renomeado Monotoca scoparia
- Styphelia daphnoides, renomeado Brachyloma daphnoides
- Styphelia lanceolata, renomeado Leucopogon lanceolatus
- Styphelia elliptica, renomeado Monotoca elliptica
- Mimosa myrtifolia, renomeado Acacia myrtifolia
- Mimosa hispidula, renomeado Acacia hispidula